# Kemmerer
Kemmerer é uma cidade localizada no estado norte-americano de Wyoming, no Condado de Lincoln.

## Demografia
Segundo o censo norte-americano de 2000, a sua população era de 2651 habitantes.
Em 2006, foi estimada uma população de 2525, um decréscimo de 126 (-4.8%).

## Geografia
De acordo com o United States Census Bureau tem uma área de
19,1 km², dos quais 19,1 km² cobertos por terra e 0,0 km² cobertos por água. Kemmerer localiza-se a aproximadamente 2107 m acima do nível do mar.

## Localidades na vizinhança
O diagrama seguinte representa as localidades num raio de 60 km ao redor de Kemmerer.